# Герб Тернополя
Герб Тернополя (укр. Герб Тернополя) — один из символов города Тернополя, центра Тернопольского района и Тернопольской области Украины, утверждённый постановлением Тернопольского городского совета 28 июля 1992 года.

## Описание
Герб Тернополя (утверждён постановлениями Тернопольского городского совета народных депутатов от 28 июля 1992 года - так называемый «малый герб» и 9 апреля 1993 года - так называемый «большой герб») основан на историческом гербе Тернополя. 
Описание малого герба: на четырехугольному щите французской формы в синем поле геральдические фигуры - серебряная стилизованное изображение Старого замка и знак Лелива (золота шестилучевая звезда над полумесяцем рожками вверх). Звезда символизирует белую лилию, которая является цветком Богородицы и ассоциируется с чистотой.
Описание большого герба: малый герб обрамлен венком декоративного орнамента золотистого цвета, в верхней центральной части орнамента размещен золотой трезубец, в нижней части - лента голубого цвета с надписью «Тернополь». 
В лазоревом поле серебряное здание, под которым золотые полумесяц рогами вверх и шестиконечная звезда (фигуры герба «Лелива»).

## Символика
Здание представляет собой Тернопольский замок. Звезда символизирует белую лилию: цветок Богородицы и символа чистоты.

## История

### Австрийскийгерб
В 1844 году Тернополь получил императорскую грамоту, которой городу придавались права королевского города. Гербом города служила серебристая «Лелива» Тарановских. В лазурном поле полумесяц рогами вверх, над ним шестиконечная звезда.

### Польскийгерб
Герб польского периода (1920-1939 гг.) — далее «Лелива» Тарановских. В лазурном поле полумесяц рогами вверх, над ним шестиконечная звезда.

### Советскийгерб
Герб советского периода, утверждённый в октябре 1982 года. В красном поле лазурная полоса, поставлена в столб, на вершине которой — серебряный пятилистник терновника из семенников в виде красной звезды и золотых серпа и молота на ней. В лазурной главе — золотое слово «Тернопіль».
Авторы герба: П. Кукурудза и В. Садовник.

## Галерея

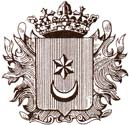
Первый герб
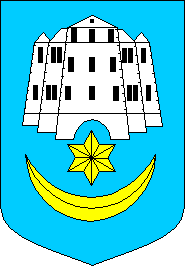
Австрийский герб
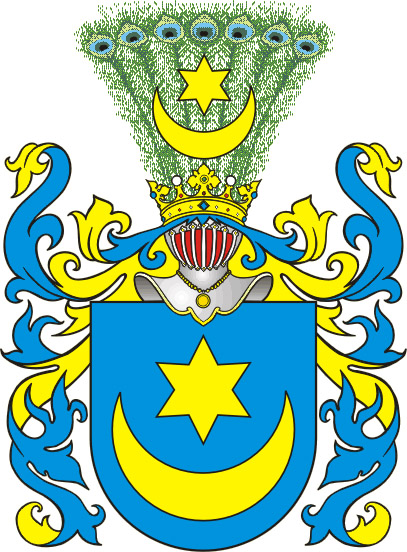
Лелива
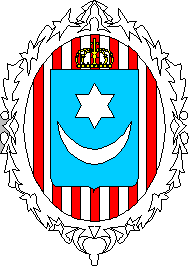
Польский герб
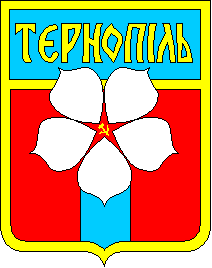
Советский герб
Современный герб